# Bactrocera apiconigroscutella
Bactrocera apiconigroscutella är en tvåvingeart som beskrevs av Drew och Raghu 2002. Bactrocera apiconigroscutella ingår i släktet Bactrocera och familjen borrflugor. Inga underarter finns listade.